# Slagveld
Een slagveld is de plaats waar twee of meer legers of groepen strijders hun geschil uitvechten (slag leveren). Een slagveld kan later de plek worden waar een natie een monument opricht om de gevallen soldaten te herdenken. 
Een voorbeeld hiervan is de IJzertoren in Diksmuide die verwijst naar de Eerste Wereldoorlog. Het slagveld van Waterloo, waar Napoleon in 1815 verslagen werd, is een toeristische attractie geworden. De Leeuw van Waterloo is geen Belgisch monument, maar werd tijdens de periode van het Verenigd Koninkrijk der Nederlanden opgericht op de plaats waar de Nederlandse kroonprins tijdens de slag gewond werd.